# راندي غلوفر
راندي غلوفر (بالإنجليزية: Randy Glover)‏ هو لاعب غولف أمريكي، ولد في 31 ديسمبر 1941 في سانفورد في الولايات المتحدة.

## وصلات خارجية
- راندي غلوفر على موقع رابطة لاعبي الغولف المحترفين (الإنجليزية)